# Pete Lovely
Gerard Carlton "Pete" Lovely (Livingston, Montana, 1926. április 11. – Tacoma, Washington, 2011. május 15.) amerikai autóversenyző.

## Pályafutása
1958-ban részt vett a Le Mans-i 24 órás versenyen. A futamra honfitársával, Jay Chamberlainel nevezett. Kettősük egy baleset miatt nem ért célba.
1959 és 1971 között a Formula–1-es világbajnokság tizenegy versenyén szerepelt. Mindössze hét alkalommal tudta magát kvalifikálni a futamokra is. Egyszer sem végzett pontot érő helyen, legjobb eredményét az 1969-es kanadai nagydíjon érte el, ahol hetedik lett.
Pete szerepelt több, a világbajnokság keretein túl rendezett Formula–1-es versenyen is pályafutása alatt.

## Eredményei

### Le Mans-i 24 órás autóverseny
| Év   | Csapat                 | Autó       | Csapattárs      | Helyezés | Kiesés oka |
| ---- | ---------------------- | ---------- | --------------- | -------- | ---------- |
| 1958 | Team Lotus Engineering | Lotus Mk15 | Jay Chamberlain | Kiesett  | Baleset    |

### Teljes Formula–1-es eredménylistája
(Táblázat értelmezése)

(Félkövér: pole-pozícióból indult; dőlt: leggyorsabb kört futott) 

| Év   | Csapat                      | Modell      | Motor              | 1      | 2   | 3   | 4   | 5      | 6      | 7      | 8   | 9     | 10     | 11     | 12     | 13  | Helyezés | Pont |
| ---- | --------------------------- | ----------- | ------------------ | ------ | --- | --- | --- | ------ | ------ | ------ | --- | ----- | ------ | ------ | ------ | --- | -------- | ---- |
| 1959 | Team Lotus                  | Lotus 16    | Climax Straight-4  | MON Nk | 500 | NED | FRA | GBR    | GER    | POR    | ITA | USA   |        |        |        |     | -        | 0    |
| 1960 | Fred Armbruster             | Cooper T45  | Ferrari Straight-4 | ARG    | MON | 500 | NED | BEL    | FRA    | GBR    | POR | ITA   | USA 11 |        |        |     | -        | 0    |
| 1969 | Pete Lovely Volkswagen Inc. | Lotus 49B   | Cosworth V8        | RSA    | ESP | MON | NED | FRA    | GBR    | GER    | ITA | CAN 7 | USA Ki | MEX 9  |        |     | -        | 0    |
| 1970 | Pete Lovely Volkswagen Inc. | Lotus 49B   | Cosworth V8        | RSA    | ESP | MON | BEL | NED Nk | FRA Nk | GBR Hn | GER | AUT   | ITA    | CAN    | USA Nk | MEX | -        | 0    |
| 1971 | Pete Lovely Volkswagen Inc. | Lotus 49/69 | Cosworth V8        | RSA    | ESP | MON | NED | FRA    | GBR    | GER    | AUT | ITA   | CAN Hn | USA Hn |        |     | -        | 0    |